# Società di Maria (maristi)

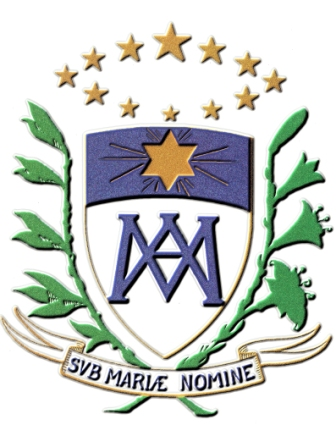
Lo stemma della congregazione: scudo d'argento recante il monogramma di Maria, con il capo d'azzurro caricato da una stella d'oro a sei punte, sostenuto da un ramo di gigli e da uno di alloro e coronato di 12 stelle. Nel cartiglio il motto: Sub Mariae nomine

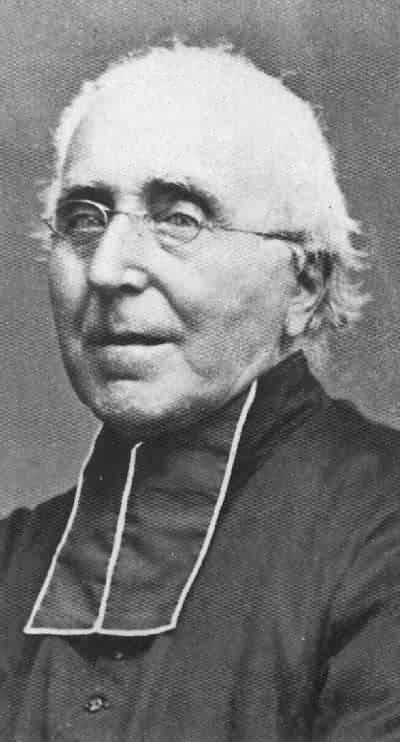
Jean-Claude Colin, fondatore della congregazione

La Società di Maria (in latino Societas Mariae) è un istituto religioso maschile di diritto pontificio: i membri di questa congregazione clericale, che pospongono al loro nome la sigla S.M., sono popolarmente detti Maristi (anche per distinguerli da quelli dell'omonima congregazione fondata dal beato Chaminade, detti invece Marianisti).

## Storia
La prima idea di dare inizio a un nuovo istituto che svolgesse contro l'"empietà e l'indifferentismo" la stessa opera condotta dai gesuiti contro il protestantesimo, ma con lo spirito di umiltà e nascondimento di Maria di Nazareth, venne nel 1814 a un allievo del seminario maggiore di Saint-Irénée a Lione, Jean-Claude Courville, che però non fu in grado di realizzare l'opera da solo. Il 23 luglio 1816, nel santuario di Notre-Dame de Fourvière, dodici seminaristi (la maggior parte appena ordinati sacerdoti), pronunciarono la promessa di portare a compimento il progetto di fondare una nuova famiglia religiosa.
Tale famiglia avrebbe dovuto comprendere un ramo di religiosi laici dediti all'insegnamento (di cui si occupò Marcellin Champagnat, che istituì i Piccoli Fratelli di Maria), uno di suore (l'ultimo a vedere la luce) e uno di sacerdoti, la cui organizzazione venne affidata a Jean-Claude Colin (1790-1875): i preti della Società sarebbero stati a disposizione della Chiesa, pronti ad accettare di svolgere le opere più varie secondo i bisogni dei tempi, in uno spirito umile e nascosto ispirato a quello di Maria.
Il ramo clericale ricevette una lettera d'incoraggiamento da papa Pio VII il 9 marzo 1822. Per i primi anni della loro storia i sacerdoti maristi rimasero inquadrati nel clero diocesano; nel 1825 formarono la prima compagnia di missionari per la predicazione e l'apostolato nelle zone rurali della diocesi di Belley, altri presero a condurre vita comune presso l'Hermitage di Saint-Chamond, sede dei Piccoli Fratelli di Maria.
Nel 1833 Colin si recò a Roma per chiedere l'approvazione del suo istituto, ma venne accolto con una certa diffidenza: solo quando i padri della Società di Maria si mostrarono disponibili a recarsi come missionari in Oceania papa Gregorio XVI emise il breve di approvazione Omnium gentium (29 aprile 1836) e il 24 settembre 1836 si celebrò la professione dei voti dei primi venti padri maristi. Nel 1841 Pierre Chanel, missionario marista a Wallis e Futuna, venne ucciso dagli indigeni (canonizzato nel 1954, è il primo martire della congregazione).
Le costituzioni della Società di Maria vennero approvate dalla Santa Sede il 28 febbraio 1873.

## Attività e diffusione
I padri maristi si dedicano alle missioni popolari e ad gentes, all'insegnamento e al ministero parrocchiale.
Sono presenti in Europa (Belgio, Francia, Germania, Irlanda, Italia, Norvegia, Paesi Bassi, Regno Unito, Russia, Spagna), nelle Americhe (Bolivia, Canada, Messico, Perù, Stati Uniti d'America, Venezuela), in Africa (Camerun, Senegal), in Asia (Giappone, Israele, Filippine, Thailandia) e in Oceania (Australia, Isole Cook, Figi, Nuova Caledonia, Nuova Zelanda, Papua Nuova Guinea, Isole Salomone, Samoa, Tonga, Tuvalu, Vanuatu, Wallis e Futuna). La sede generalizia è a Roma.
Al 31 dicembre 2005, la congregazione contava 202 case e 1.132 religiosi, dei quali 937 sacerdoti.